# 黄三七属
黄三七属（学名：Souliea）是毛茛科下的一个属，为多年生草本植物。该属仅有黄三七（Souliea vaginata）一种，分布于中国西南部。